# Goody Goody
Goody Goody est une chanson très populaire de 1936, composée par Matty Malneck et écrite par  Johnny Mercer. Elle fut alors enregistrée par Helen Ward accompagnée par Benny Goodman et son orchestre. Frankie Lymon l'interpréta ensuite à plusieurs reprises à la télévision, comme en 1957 dans The Ted Steele Show. La chanson sera reprise plus tard dans Le Muppet Show et interprétée par les personnages « Wayne & Wanda ».

## Enregistrements notables
- Ella Fitzgerald - Ella at the Opera House (1958)
- Della Reese - Della (1960)
- Frank Sinatra - Sinatra and Swingin' Brass (1962)